# Petit Faucon contre gros poulet
Pour plus de détails, voir Fiche technique et Distribution.
Petit Faucon contre gros poulet (Leghorn Swoggled) est un court métrage d'animation de la série Merrie Melodies réalisé par Robert McKimson qui met en scène Charlie le coq et Hennery le faucon. Le court métrage a été diffusé pour la première fois le 28 juillet 1951.

## Fiche technique
- Réalisation : Robert McKimson
- Scénario : Warren Foster
- Production : Warner Bros. Cartoons
- Musique originale : Carl Stalling
- Montage : Treg Brown
- Format : 35 mm, ratio 1.37 :1, couleur Technicolor, mono
- Durée : 7 minutes
- Pays de production :  États-Unis
- Langue : anglais
- Genre : animation
- Distribution : 
  - 1951 : Warner Bros. Pictures cinéma
  - 2024 : Warner Home Video DVD
- Date de sortie : 
  - États-Unis : 28 juillet 1951

## Distribution
- Charlie le coq, George P. Dog et Hennery le faucon
- VO par Mel Blanc (voix)